# NGC 5940
NGC 5940 este o seyfert 1 galaxy⁠(d) situată în constelația Șarpele. A fost descoperită în 1887 de către Lewis A. Swift. Se află la o distanță de 147,4 de megaparseci de Pământ.